# Sermensheim
Cet article possède un paronyme, voir Sermersheim.
Sermensheim était un village de la plaine d'Alsace, qui était situé entre Réguisheim et Munchhouse, dans le département actuel du Haut-Rhin.
Ses habitants auraient été victimes de la peste noire en 1304, ou vers 1348 selon les sources. Le ban de Sermensheim est ensuite revenu à Réguisheim.
Une chapelle commémorative avait été construite sur place en 1871 ; elle a été déplacée en 2004 lors de la construction d'un giratoire, à l'intersection des départementales D2 et D47.

## Sources
- Hervé de Chalendar, série Villages disparus publiée dans le journal L'Alsace en 2012.